# Clowes-Campusano LQG

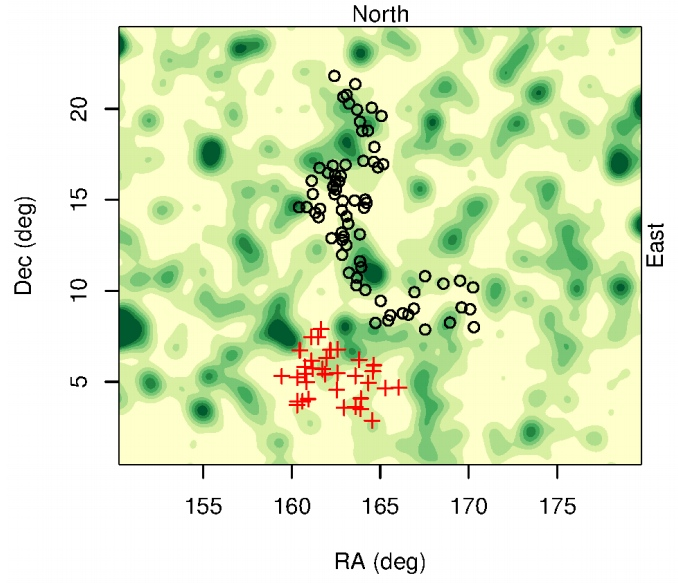
Carte RA/Dec des densités de quasars dans la constellation du Lion représentée par des couleurs plus foncées, croix rouges pour CCLQG et cercles noirs pour Huge-LQG.

Le Clowes–Campusano Large Quasar Group (‘‘‘CCLQG’’’ ; également appelé LQG 3 et U1.28) est un amas de quasars, constitué de 34 quasars et mesurant environ deux milliards d’années-lumière de diamètre. Il s’agit de l’une des plus grandes superstructures connues de l’univers observable. Il est situé près de l’immense Huge-LQG,, et a été découvert par les astronomes Roger Clowes et Luis Campusano en 1991.

## Caractéristiques
Se trouvant à une distance de 9,5 milliards d’années-lumière, le CCLQG est un découplage cosmique de 34 quasars individuels (noyaux galactiques actifs hautement lumineux alimentés par des trous noirs supermassifs) couvrant une surface d’environ deux milliards d’années-lumière en longueur et un million d’années-lumière en largeur, ce qui en fait l’une des structures les plus grandes et exotiques connues de l’univers observable. Il est nommé U1.28 pour cause de son décalage vers le rouge moyen de 1,28 et se situe dans la constellation du Lion. Il est également à noter qu’il se situe sur l’écliptique, la ligne qui représente la trajectoire annuelle du Soleil vue de la Terre. Le CCLQG se situe à 1,8 milliard d’années-lumière du Huge-LQG, un groupe de 73 quasars découvert en 2012,.
Sa proximité avec le Huge-LQG a attiré l’attention des scientifiques. Premièrement, du fait de sa proximité avec le Huge-LQG, la région où les deux LQG sont situés est différente, ou « irrégulière » comparée aux autres régions de l’univers de taille et de décalage vers le rouge semblables. Enfin, en raison de leur proximité, il est envisagé que les deux structures soient en réalité une unique structure, connectée par des filaments intergalactiques masqués. Cependant, aucune preuve n’a été trouvée pour valider cette théorie.